# Hank Schrader
Hank Schrader est un personnage majeur de la série Breaking Bad et intervenant dans la série Better Call Saul. Interprété par Dean Norris, Hank Schrader est un policier de la DEA luttant contre les trafics de drogues et notamment celui de méthamphétamine dans lequel est plongé son beau-frère, Walter White sous le pseudonyme de Heisenberg.

## Biographie fictive
Hank Schrader est le beau-frère de Walter White et est un agent de la Drug Enforcement Administration (DEA). Tout au long de la série, il mène l'enquête sur le fabricant de méthamphétamine connu sous le nom de « Heisenberg ».

## Personnage

### Création
Doté d'un gabarit particulier, 1,70 m pour 75 kg, et incarnant régulièrement des policiers ou des militaires, Dean Norris est choisi pour interpréter le rôle de Hank Schrader. Afin de rendre le rôle réaliste, Vince Gilligan a échangé avec un véritable agent de la DEA.
Jean-François Aupied réalise les doublages de Dean Norris dans la version française.

### Développement
Lors de la première saison de la série, Vince Gilligan souhaite faire mourir un personnage important. Son choix initial se porte sur Jesse Pinkman, mais devant la qualité du jeu de Aaron Paul, le réalisateur se ravise et choisit Hank. Mais, en raison d'un mouvement de grève de scénaristes américains survenant pendant le tournage, la saison 1 se voit amputée de deux épisodes qui devaient se conclure par la mort de Hank.
Hank est un personnage qui évolue et se complexifie tout au long de la série. Simpliste, macho, voire un idiot comparativement à son beau frère, il devient par la suite un personnage héroïque, droit, courageux, fidèle à ses valeurs et l'antagoniste de Walter White,,.
S'il ne suspecte pas son beau frère avant l'ultime saison, Hank Schrader est un policier intelligent et efficace. Malgré l'incrédulité de sa direction, il dirige l'enquête visant le personnage de Gus Fring, dont la personnalité publique d'homme d'affaires entreprenant et charitable cache un criminel et un trafiquant froid et meurtrier.
Après que Hank abat Tuco Salamanca, il développe des crises d'angoisse. Ces crises sont un réel problème pour Hank qui a beaucoup trop d'orgueil pour laisser transparaître ce genre de soucis. Il avouera plus tard à Marie ses problèmes d'angoisse, qui sera la seule et unique au courant. Ces crises se répéteront sans prendre de l'ampleur ni en se multipliant par la suite. Il fera une dernière crise juste après avoir découvert qui se cache derrière Heisenberg, avant de pourchasser sa cible sans plus jamais avoir peur.
Marié à Marie, la sœur de Skyler White, le couple n'a pas d'enfant mais est proche de la famille White. Ainsi, ils s'occupent des enfants de Walter et Skyler quand cette dernière prend peur de son mari.

## Réception
Dean Norris est nommé aux Saturn Awards dans la catégorie du meilleur acteur de télévision dans un second rôle en 2011.